# Matadepera
Matadepera est une commune de la province de Barcelone, en Catalogne, en Espagne, de la comarque de Vallès Occidental.

## Histoire

### Personnalités liées à la commune
- Riqui Puig joueur du FC Barcelone y est né.